# Château de Villemesle
Le château de Villemesle est un château situé dans l'ancienne commune de Boisgasson, commune nouvelle du Vald'Yerre, dans le département français d'Eure-et-Loir, en région Centre-Val de Loire.

## Historique
Jacques de Villemesle, premier seigneur de Villemesle, bâtit en 1222 sur ce qui fut un site gallo-romain — et dont l'origine du nom vient de Villa Merula, la maison des merles en latin — ce qui est convenu d'appeler le premier Villemesle. Il est désigné dans un acte de 1403 comme « mote de Villemesle », possédant haute, moyenne et basse justice.
La guerre de Cent Ans provoqua sa destruction quasi complète. René des Loges, seigneur de Villemesle et capitaine et maréchal des Batailles aux armées du Roi, décida en 1665 de relever les murs. Au XVIIIe siècle, le château prend sa forme actuelle avec la suppression de certaines dépendances et la construction des communs dans l'avant-cour. Selon l'historique écrit par l'abbé Peschot[réf. nécessaire], c'est sur les plans d'André Le Nôtre que Villemesle prend sa forme actuelle.
Le château fait l'objet d'une inscription partielle (façades et toitures, douves et grilles) au titre des monuments historiques par arrêté du 2 mars 1992.

## Seigneurs et châtelains de Villemesle
- Hugues de V. (1222)[2] ;
- Odin de Mongevin et descendants (1403-1534) ;
- Personnalités, dont Jacques 1er et Louis de Personnes (1554-1574) ;
- Pâris dont Jacques de Pâris (1574-1631) ;
- Loges dont René des Loges (1631-1679) ;
- L'Hospital dont Anne-Alexandre (1679-1689) ;
- Sevin de Renty, dont Claude (1689-1709) ;
- Pierre de la Hogue (1709-1717)[3] ;
- Thiroux dont Claude (1717-1790) ;
- Cartier de la Malmaison dont Alexandre-Hughes (1790-1815) ;
- Patas d'Illiers (1815-1851).

Les seigneurs de Villemesle étaient aussi les seigneurs de Boisgasson, de Langey et de Bouffry.